# شبك
الشَبك (بالكردية: شەبەک، Şebek) هم مجموعة سكانية تعيش في سهل نينوى شرقي الموصل في شمال العراق، ويُرجَّح أنهم من الكُرد وفقًا لبعض الباحثين. أسلاف الشبك من أتباع الطريقة الصفوية، الذي أسسه الصوفي الكردي صفي الدين الأردبيلي في أوائل القرن الرابع عشر.
يعتبر الشبك أنفسهم من المسلمين الشيعة، ويتحدثون بالشبكية الباجلانية القريبة من اللهجة الكردية الغورانية. بعد إحصاء عام 1987، بدأ النظام العراقي حملة انتقامية ضد الشبك الذين اختاروا إعلان أنفسهم كُردًا. تضمنت الحملة ترحيلاً واستيعابًا قسريًا، ونقلوا العديد منهم (مع كُرد جوران) إلى معسكرات اعتقال تقع في منطقة حرير في إقليم كردستان. قُتل ما يقدر بـ 1160 شبكي خلال هذه الفترة، كما بُذلت جهود متزايدة لإجبار الشبك على قمع هويتهم لصالح العرب. قال سليم الشبكي، ممثل الشبك في البرلمان العراقي، «الشبك جزء من الأمة الكردية»، مؤكداً أن الشبك من أصول كُرديّة.
يعيش أفراد القبائل الكردية الثلاث باجلان، زانغانا وداودي في نفس القرى التي يعيش فيها الشبك ويظنون أنهم من الشبك.

## لغة الشبك
لغة الشبك هي اللغة الشبكية المنحدرة من لغات زازا-غورانية، وهي نفس لغة باجلان في خانقين ومندلي. ومع ذلك يقول الباحث رشيد الخيون أن الشبك يتكلمون لهجة كردية لانها تحتفظ بالكثير من الألفاظ الكردية القديمة، إضافة إلى تأثيرات محيطها الإقليمي والجغرافي المتمثل بوجود ألفاظ فارسية أو تركية أو عربية. كما بها تشابه مع اللهجة الكردية الغورانية المعروفة بأسم هورامي. وتذكر المصادر أن لهجة الشبك هي اللهجة الشبكية الباجلانية وهي إحدى فروع اللهجة الغورانية الإيرانية الغربية. وبصورة عامة يمكن القول إن لغة الشبك تنتمي إلى مجموعة اللغات الهندو أوروبية.

## أصل الشبك
هنالك اعتقاد بأن الشبك قدموا إلى منطقة سهل نينوى من إيران في أواخر القرن السابع عشر. وفي العهد الملكي اعترفت بهم الحكومة كإحدى طوائف العراق. ولكن سرعان ما ساءت أحوالهم عندما هجر النظام السابق في العراق معظم الشبك من قراهم لأنهم قاوموا سياسة التعريب التي انتهجها النظام ضد الكُرد والأقليات خارج ما كان يسمى بمنطقة الحكم الذاتي.
ويتكون مجتمع الشبك من عدة جماعات منهم: الأغوات والبيكات والشيوخ. فبالرغم من كثرة الكتابات والمقالات التي تناولت أصل الشبك وقدمت تبريرات عديدة لتأييد وجهات نظر كتابها، إلا أنها في الحقيقة لم تتفق جميعا على تحديد أصل الشبك، ويمكن أن نلمس ثلاثة آراء:
- الرأي الأول: الشبك هم الجماعات التي استوطنت من العشائر الكردية في العراق منذ زمن بعيد، وهذا الرأي ليس لهُ سند علمي لوجود عشائر من الشبك ذات جذور تركمانية وأخرى عربية.
- الرأي الثاني: ذهب إلى أن الشبك هم من القبائل التركية المهاجرة إلى العراق في عهد السلطان طغرل بك السلجوقي، وهذا الرأي مردود أيضا، لأن لغة الأتراك النازحين إلى العراق في ذلك الوقت كانت هي اللغة الأذرية التي يتكلم بها اليوم تركمان العراق في كركوك وقصباتها ومنطقة تلعفر في الموصل وهي تختلف اختلافاً ً جذرياً عن اللغة الشبكية[18] كما أكد ذلك نخبة من المثقفين الشبكيين بأن الشبك من بقايا عشائر القرة قو ينلو الذين حكموا العراق بين عامي 1410 -1468م. ويرى آخرون أنهم من الأتراك الذين هاجروا من عامي 1468 -1508م الذين جاء بهم السلطان مراد الرابع سنة 1047 هـ/1638م، وأسكنهم شمالً العراق، وهذا الرأي مردود أيضا لوجود الشبك قبل هذا التاريخ في المنطقة.
- الرأي الثالث: يرى أصحاب هذا الرأي أن الشبك جاءوا من إيران أبان حكم دولة الصفويين ويقول، أحمد حامد الصراف عضو المجمع العلمي العربي بدمشق، في كتابهِ حول الشبك: جاء الشبك من جنوب إيران وأن لسانهم خليط بين اللغات الفارسية والكردية والعربية وقليل من التركية. والحقيقة أن الشبك هم من الأقوام التي استوطنت الجانب الشرقي من مدينة الموصل، في عهد الدولة الساسانية والعهود التي تلتها واختلطت وتصاهرت مع بعض العشائر العربيةً والكردية والفارسية، وانصهروا جميعا في بودقة الشبك. أي ان القومية الشبكية بالنسبة لهؤلاء هي في الحقيقة خيار جاء عن طريق تفاعل قديم ولعل من أقدم المصادر التي أشارت إلى استيطان الشبك منطقة الموصل هو كتاب الكامل في التاريخ لأبن الأثير (والملاحظ أن هذه القرى التي يشير إليها ابن الأثير هي قرى الشبك نفسها في الوقت الحاضر بدلائل أماكنها وتسميتها، ويؤكد هذا الرأي الكاتب سليمان الصائغ في كتابهِ تاريخ الموصل حيث يقول: (أنهم جاءوا من الشرق واستوطنوا هذه المنطقة مثلهم مثل إخوانهم العرب والكُرد). وهذا القول لهُ أسانيد كثيرة من الذين سكنوا الموصل في فترات مختلفة، وفي الواقع فالشبك الذين دخلوا قرية باشبيشة المسيحية الأصل نقلوا معهم فن البناء الساساني إلى هذه المنطقة حيث تميزت دورهم بأشكالها المميزة فمنها الخصوصية المخروطية، علما بأنهم دخلوا هذه القرية عام 557 هـ، أما الشبك كجماعة إثنية مستقلة فتؤكدها إحدى المذكرات الخاصة بتفتيش منطقة الحمدانية ذات الأغلبية الشبكية التي اعتمدتها وأصدرتها الحكومة العراقية آنذاك ومنها المذكرة رقم 541 في عام 1952م والتي تنص على أن منطقةً الحمدانية تتكون من عدة قوميات، وأن أكثرها عددا القومية الشبكية تليها القومية العربية والكردية والتركمانية والمسيحية (وهذا اعتراف صريح من الحكومة العراقية باستقلالية الشبك). وأشار الباحث عباس الإمامي بأن كلمة الشبك تتكون من مقطعين (كلمة شاه) أي الملك بالفارسية، (وكلمة بيك) أي السيد بالتركية، اندمجتا وصارت (شاه بكلر) أي سيد الملوك، أن تداخل الكلمتين الفارسية والتركية ناتج عن كون القبائل التركمانية التي وصلت إلى إيران تأثرت بالثقافة الفارسية، قبل أن تتأثر بالثقافة العربية، لذلك نرى كلمة (شاه بكلر) هي مركبة وعربت الكلمة في العراق إلى شبك بعد اختلاطهم بالعرب وبضوء ما تقدم، نخلص أن الشبك هم من الأقوام التي استوطنت الجانب الشرقي في مدينة الموصل في عهد الدولة الساسانية، واختلطت وتصاهرتً مع بعض العشائر العربية والكردية وانصهروا جميعا في مجتمع سمي الشبك، فالقومية الشبكية هي خيار جاء عن طريق تفاعلهم.[19]

## التوزيع السكاني
يتوزع الشبك في عدة قرى وبلدات في أقضية الموصل والحمدانية وتلكيف الشيخان وبعشيقة وسنجار وتلعفر وطهراوه ومخمور، ومن تلك القرى: موفقيه و علي رش ومنارة شبك وباشبيتة ولك وجليوخان وشهرزاد وقرة تبة شبك وخويتلة وبلاوات ووردك وكبرلي و خزنه طابا وكوكجلي وبازوايا وطوبزاوة وطبرق زيارة ودراويش وأبو جربوعة وخضر بساطلي وسماقية ونوران وخوسبات وشاقولي وشيخ امير وبدنة وارين وبدنة جورين وترجلة وعباسية وفاضلية وسادة بعويزة وشيخ شيلي و بايبوخت.
ويتواجد عدد كبير من الشبك في مدن عراقية أخرى غير الموصل كأربيل وبغداد والسليمانية. بالإضافة إلى ذلك فقد هاجر عدد آخر إلى دول عربية وأوروبية.
وبعد الغزو الأمريكي للعراق أصبحت معظم قرى الشبك تحت سيطرة قوات البيشمركة الكردية، كما قتل وهجر عدد كبير من الشبك من مدينة الموصل من قبل بعض المجموعات الإرهابية المسلحة.
بعد أحداث الموصل في حزيران 2014م، وسقوط الموصل بيد مسلحي الدولة الإسلامية في العراق والشام (داعش) تحولت قرى سهل الموصل إلى مناطق خطرة وترك معظم السكان قراهم خوفا من بطش المسلحين الأصوليين والتجأوا إلى مناطق أكثر أمناً تسيطر عليها الپيشمرگه الكردية، وبعد انطلاق عملية تحرير الموصل قام قوات مكافحة الإرهاب تحرر بازوايا وترفع العلم فوق مبانيها. وايضا قوات البيشمركة حررت مركز ناحية بعشيقة وقرى تابعة له.

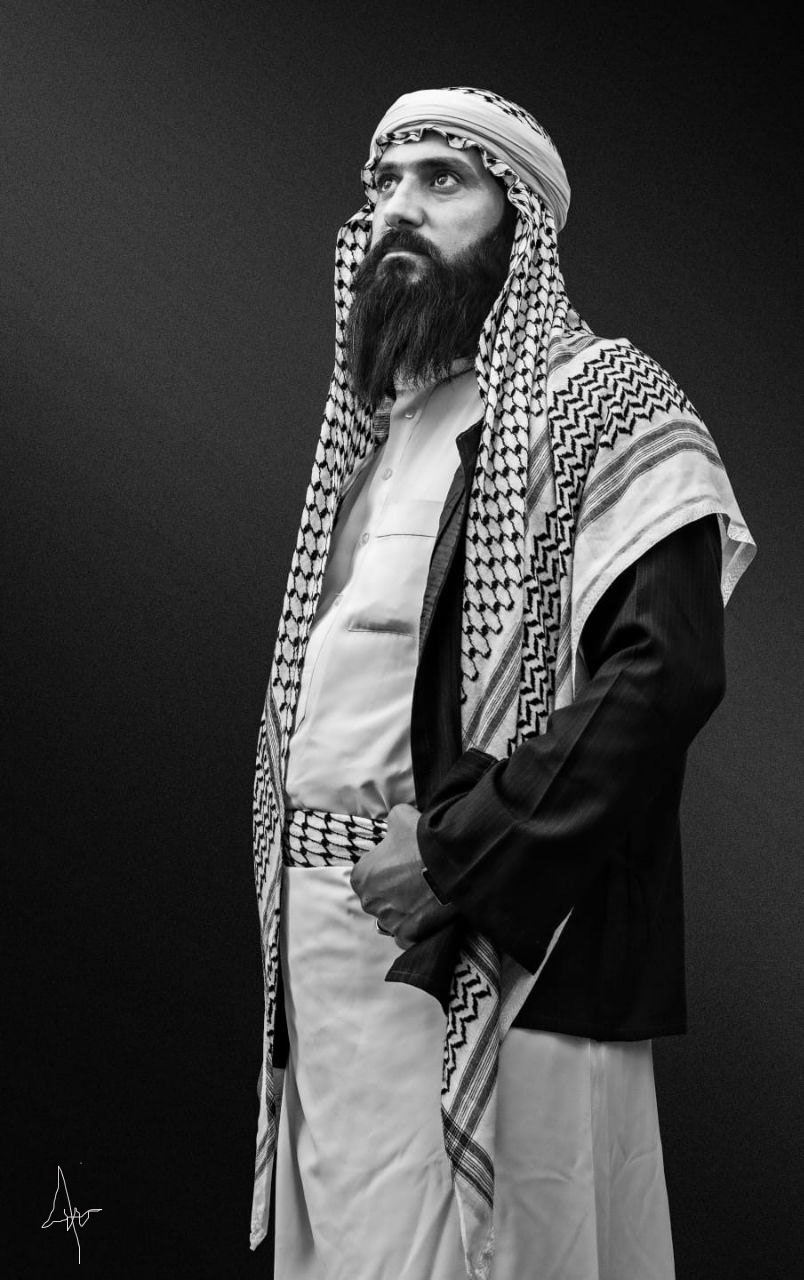
الزي الفلكلوري للشبك

## الاعتقادات الدينية
غالبا ما يوصف الشبك بكونهم إحدى فرق المسلمين الشيعة، بعض منهم يقلد الطريقة البكتاشية المأخوذة من الشيعة في تركيا كما هناك اعتقاد بأن أصلهم يعود إلى القزلباشيون الذين قدموا إلى المنطقة في القرن الثامن عشر، ويلتجأون إلى المساجد والحسينيات وتكايا للعبادة والصلاة.
ويبلغ عدد المسلمون على مذهب أهل السنة 30% وعلى المذهب الشيعي 70%.

## التكوين العشائري للشبك
يتكون الشبك من عشائر متعددة، بعض منها لها فروع في مناطق أخرى من أربيل وكركوك وخانقين في العراق وكرمانشاه في غرب إيران. يتألف مجتمع الشبك من عدة عشائر كبيرة وبارزة في منطقة سهل نينوى. ينتمي أغلب الشبك إلى العشائر الكردية مثل زنكنة، باجلان، روجبياني، داودي، لك، أومربال، شكاك، زراري، وغيرهم. بعض العائلات الفردية من الشبك من أصل عربي أو تركماني الذين استوعبوا بسبب العيش على مقربة.

## الشبك بين الإحصاءات والتجاذبات
يشكل الشبك جزءاً من المجتمع العراقي. ولقد حاولت الأنظمة التي حكمت العراق، على مدى العقود الطويلة، تهميش هذا المكون لأهداف ومصالح خاصة وسياسة اتبعتها تلك الأنظمة، ويرى الباحث رشيد الخيون أن الشبك عشائر كردية ربما تأثرت منهم مجموعة بالمذاهب والديانات المحيطة، ودخل بعضهم في التكايا والطرق الصوفية، وقد قاوموا كبقية الكُرد محاولات كثيرة لتعريبهم، كتهجير قسم من العائلات الشبكية عام 1975، وهجرت بعض القرى إلى مجمعات قسرية للغرض نفسه في عامي (1988-1989). وكذلك هجرت قسم من العوائل وليس قرى بأكملها. وكان سبب التهجير ان هذه العوائل ادعت انها من القومية العربية في تعداد عام 1977م، ثم غيرت قوميتها إلى القومية الكردية في تعداد عام 1987م، لتجنب التجنيد في الجيش العراقي، وليسهل لها الانضمام إلى أفواج الدفاع الوطني الكردية. ولذا قامت الدولة بتهجيرهم إلى مناطق كردية كمنطقة (سهل حرير) على اعتبار انهم كُرد كما يدعون. ثم قامت بعد ذلك بالعفو عنهم عام 1991م، وسمح لهم بالعودة إلى منازلهم.
وقبل ذلك كانت السلطة قد سجلتهم خلال تعداد عام (1977) عرباً، ومن قبل كانت الإحصاءات تجمعهم مع الايزيديين. لذا لم يشر تقرير مديرية الأمن العامة الخاص بالتوزيع الديني للسكان العراقيين إليهم أو ذكرهم جمعاً مع الايزيديين، كما حصل في الإحصاءات السابقة. ويتوصل الكاتب المؤرخ رشيد الخيون من خلال دراسته حول الشبك في كتابه (الأديان والمذاهب بالعراق)، عن عدد نفوس الشبك بالقول تتفاوت التقديرات والإحصاءات حول عدد نفوس الشبك، ومنها التقديرات الإنكليزية القديمة، التي عدتهم بعشرة آلاف نسمة، وفي الإحصاء العراقي (1947) عدوا جميعاً مع الايزيديين بثلاثة وثلاثين ألف نسمة، وفي إحصاء (1977) بلغت نفوسهم تقريبا بين 57-58 ألف نسمة، حسب الدليل العراقي لعام (1936) وإحصاءات أخرى لم تذكر الشبك بالاسم، على اعتبار أنهم كُرد مسلمون فليس هناك تفاصيل خاصة بالعشائر، عربية كانت أو كردية لكن جميعهم في إحصاء (1947) مع الايزيديين ويؤكد الرأي الرسمي المعتمد على البحوث والدراسات المذكورة سلفاً على أنهم منفصلون عن الكُرد وفي إحصاء (1977) إشارة إلى أنهم عرب، حسب الادعاء الرسمي.

## المكاسب السياسية
تمسك الشبك بمذهبهم الشيعي من أجل نيل مكاسب سياسية، إذ كلفهم ذلك الكثير من التضحيات لأن القرى الشبكية ذات المذهب السني تنعم بأمان أكثر من القرى الشبكية الشيعية مثل قرى القلاع الخمس والخزنة التي تعرضت للكثير من الأعمال الإرهابية خلال سنوات الفوضى وغياب الأمن. وانقسم الشبك سياسيًا إلى قسمين، بعضهم موالٍ للحكومة الاتحادية في بغداد، ويقودهم رئيس التجمع الديمقراطي الشبكي حنين القدو، والبعض الآخر مؤيد لحكومة إقليم كردستان، ويتزعم هذا الفريق رئيس الهيئة الاستشارية للشبك سالم خضر الشبكي. ويوجد من يتمسك بقوميته المستقلة من أجل الحصول على مزيد من المكاسب السياسية، رغم أنهم كانوا حتى عام 2003 يصرون على أنهم ينتمون إلى القومية الكردية.

### الدفاع عن الحقوق
تسعى أقلية الشبك العراقية إلى الدفاع عن حقوقها بعد ثلاثة أعوام من تشريد عشرات الآلاف من أبنائها على يد تنظيم داعش في مدينة الموصل. تعرض المنتمون لهذه الأقلية لـ «عمليات إبادة على يد جماعات إرهابية»، حسب عضو البرلمان العراقي حنين قدو. ويقول: «يوجد تهميش كبير للشبك رغم عددهم الذي تجاوز 200 ألف في مناطق سهل نينوى». ولا توجد إحصائيات دقيقة عن أعداد الشبك، إلا أن إحصاء عام 1977 قدرهم بـ 80 ألفًا، أما إحصاء سنة 1997، وهو آخر تعداد شامل في العراق، فلم يأت على ذكر التفصيلات العرقية. خسر الشبك الكثير من أبنائهم وممتلكاتهم بالكامل، إضافةً إلى ذلك فهم مهمشون ومستبعدون عن أي منصب تنفيذي وفقًا لما يوصف بـ «المحاصصة المتبعة في البلاد». رغم كل مواقفهم الوطنية وانصياعهم للقانون وشعارات الديمقراطية التي ترفع في كل مكان، فإنهم مبعدون عن المناصب التنفيذية والدرجات الخاصة، لا وزير، ولا وكيل وزارة، ولا رئيس، وإلى الآن الشبك بلا مدير عام، ولا سفير، ولا قنصل، ولا قائد فرقة عسكرية، ولا حتى ممثل في محافظة نينوى ... وعلى ما يبدو مواطنون من الدرجة ثانية هذا إذا اعتبروهم مواطنين.

### حماية الشبك
بعد تحرير نينوى بالكامل من داعش في صيف 2017، عاد النازحون الشبك إلى مناطقهم، مدعومين من قبل الحشد الشعبي الذي سيطر على الأرض في المحافظة برمتها، وذلك عبر تشكيل فصيل تابع للحشد ضم مقاتلين أغلبهم من الشبك الشيعة أطلق عليه اسم اللواء 30، مصممين على عدم السماح لتكرار ما حدث لهم خلال سنوات الانفلات الأمني قبل 2014 وبعدها، وفقًا لتصريحات ممثلين عنهم. وتولى عضو مجلس النواب الراحل حنين قدو، قيادة اللواء 30 التابع للحشد الشعبي الذي يضم مقاتلين غالبيتهم من الشبك الشيعة. وناب عنه بعد وفاته في يناير 2020 شقيقه وعد قدو، الذي يحمل الجنسية الألمانية، وقد أصبح نائبًا أيضًا، وقد أدرجته وزارة الخزانة الأمريكية في 19 يوليو 2019 ضمن اللائحة السوداء وفرضت عليه عقوبات بسبب تورطه في ملفات تتعلق بانتهاكات لحقوق الإنسان، من بينها قمع الأقليات.
اتهم هذا الفصيل الذي حل محل قوات البيشمركة الكردية التي كانت تسيطر على سهل نينوى حتى 2014، بالتغيير الديموغرافي لمصلحة الشبك، ومنع أي أقلية غيرهم فضلًا عن العرب، من شراء أو بيع عقارات هناك. واتهم بالاستحواذ بقوة السلاح على عقارات تعود ملكية بعضها لمسيحيين، ومن الاتهامات الأخرى الموجهة له، امتلاكه معتقلًا سريًا يزج فيه العشرات. يقول الباحث جرجيس توما إن قوات البيشمركة كانت تسيطر على سهل نينوى قبل عام 2014، وعادت إليه بعد تحريره في عام 2016، لكنها تركته في أكتوبر 2017 وتولى الحشد الشعبي زمام الأمور هناك، واللواء 30 جزء منه.
ومهمته تتلخص بحماية الشبك وقراهم من أي استهداف، وعدم السماح لأي شخص من خارج سهل نينوى بتملك عقارات أو استغلال أو التصرف بعقارات يملكها في سهل نينوى. إن قائد اللواء 30 وعد القدو، منع في عام 2022 بلدية الموصل من توسيع التصميم الأساسي للمدينة باتجاه سهل نينوى المجاور، متذرعًا بمنع التغيير الديموغرافي على الرغم من تأكيدات المسؤولين في نينوى أن التوسيع هذا لن يدخل ضمن ناطق السهل. وتوجد اتهامات للواء 30 بحماية النفوذ الإيراني في المنطقة، إذ تحمل مدرسة ابتدائية في ناحية برطلة اسم الرئيس الإيراني الراحل الخميني، وآمر فوج في اللواء يدعى حسن السلطان هو ممثل الزعيم الإيراني خامنئي في سهل نينوى.